# Pityphyllum
Pityphyllum là một chi lan gồm 5 loài bản địa của Ecuador và Colombia.